# Tephrina exerraria
Tephrina exerraria är en fjärilsart som beskrevs av Louis Beethoven Prout 1925. Tephrina exerraria ingår i släktet Tephrina och familjen mätare. Inga underarter finns listade i Catalogue of Life.